# Dave Edge
Dave Edge, född 12 november 1954, är en friidrottare från Kanada. Han deltog vid olympiska sommarspelen 1984 och olympiska sommarspelen 1988.